# 長野県岡谷工業高等学校
長野県岡谷工業高等学校（ながのけんおかやこうぎょうこうとうがっこう）は、長野県岡谷市にある公立工業高等学校である。
略称は、「岡工（おかこう）」。
文化祭は「岡工祭」と称し、その名称は校名に由来する。野球部は、1930年に夏の甲子園準優勝を果たしている。バレーボール部、ラグビー部、自転車競技部は全国大会の常連校である。特にバレーボール部は春高4連覇、選抜・総体・国体の三冠を達成するなどしている。

## 沿革
| 1912年（明治45年） | 4月11日  | 乙種農蚕学校として、諏訪郡平野村立農蚕学校が開校。                              |
| 1913年（大正2年）  | 3月29日  | 農蚕学校に女子部（後の、長野県岡谷東高等学校）を併設。                          |
| 1915年（大正4年）  | 11月10日 | 平野農蚕学校女子部を廃止し、村立平野実科高等女学校を設置。                      |
| 1919年（大正8年）  | 3月      | 甲種学校へと昇格したことから、平野蚕糸学校に改称。                              |
| 1920年（大正9年）  | 3月      | 校名を諏訪蚕糸学校に改称。                                                      |
| 1922年（大正11年） | 4月      | 県立に移管し、長野県諏訪蚕糸学校に改称。                                        |
| 1930年（昭和5年）  | 8月20日  | 野球部が甲子園で準優勝。（対広島商：2-8）                                       |
| 1938年（昭和13年） | 4月      | 工業学校規定により、長野県岡谷工業学校に改称。                                  |
| 1948年（昭和23年） | 4月1日   | 学制改革により、長野県岡谷工業高等学校となる。定時制機械科設置。                |
| 1954年（昭和29年） | 4月      | 飯田分校を設置。                                                                |
| 1956年（昭和31年） | 4月      | 飯田分校が長野県飯田工業高等学校として独立。                                    |
| 1978年（昭和53年） | 4月      | 定時制普通科設置。                                                              |
| 1985年（昭和60年） | 3月      | 定時制普通科募集停止。                                                          |
| 1997年             |          | 男子バレー部が春高バレー優勝                                                    |
| 1998年             |          | 男子バレー部が春高バレー優勝                                                    |
| 1999年（平成11年） |          | 男子バレー部が春高バレー優勝（3連覇）                                           |
| 2000年（平成12年） |          | 男子バレー部が春高バレー優勝（4連覇）                                           |
| 2003年（平成15年） |          | 男子バレー部が春高バレー優勝                                                    |
| 2004年（平成16年） | 3月      | 定時制機械科募集停止。これにより、定時制は2007年3月の卒業生をもって廃止となる。 |
| 2007年（平成19年） | 3月      | 定時制機械科閉校。                                                              |
| 2010年（平成22年） |          | ラグビー部が3年振り24回目の花園出場。                                           |
| 2020年（令和2年）  |          | ラグビー部が2年振り31回目の花園出場。                                           |
| 2021年（令和3年）  |          | バレー部が15年ぶりに春高に出場。                                                |

## 教育目標
- 人格の完成をめざし、国家ならびに社会の有為な形成者として必要な資質を養うため、一般教養を高める。
- 日本の工業の建設発展の根幹である技術者として必要な技能・知識・態度を養成する。
- 本校の伝統校風である質実剛健、至誠一貫の精神を涵養する。

## 校歌
作詞は土井晩翠、作曲は大日本帝国陸軍軍楽隊。校歌は3番まで存在するが、始業式や終業式などの行事を含めた学校全体において、1番と3番のみを歌うことになっている。2番を歌わない理由としては、軍的思考が強いためからとされている。

## 著名な出身者
- 勝野大 - 教員、岡谷工ラグビー部監督、元ラグビー日本代表選手
- 中村三郎 - 元プロ野球選手
- 三浦敏一 - 元プロ野球選手
- 小泉恒美 - 元プロ野球選手
- 今井務 - 元プロ野球選手
- 金丸久夫 - 元プロ野球選手、元ロッテ・オリオンズ
- 井上謙 - 元バレーボール選手、元日本鋼管（NKK）、元日立国分トルメンタ監督、ソウルオリンピック出場
- 市橋祐之 - 元バレーボール選手、元新日鉄ブレイザーズ、元デンソー・エアリービーズ監督、元全日本女子コーチ。
- 松本慶彦 - バレーボール選手、堺ブレイザーズ所属、北京オリンピック出場
- 木内学 - バレーボール選手、堺ブレイザーズ所属
- 越川優 - 元バレーボール選手、元ヴォレアス北海道、北京オリンピック出場
- 中谷宏大 - 元バレーボール選手、元FC東京、ヴィクトリーナ姫路監督
- 飯島陽一 - 元ラグビー選手、パナソニック ワイルドナイツ
- 星野将利 - ラグビー選手、リコーブラックラムズ所属
- 大石力也 - ラグビー選手、NECグリーンロケッツ所属
- 鈴木秀明 - ラグビー選手、コカ・コーラレッドスパークス所属
- 小口泰平 - 元芝浦工業大学学長
- 木下厚 - 元衆議院議員
- 外ノ池信平 - スケート指導者
- 渋江譲二 - 俳優
- 山田正彦 - 三協精機製作所創業者
- 笠原俊一 - 元諏訪市長

## 最寄駅
- 東日本旅客鉄道中央本線：岡谷駅